# 風のあるぺじお
『風のあるぺじお 』（かぜのあるぺじお）は、中山節夫が監督し、1987年に公開された、日本の映画。文部省選定作品、優秀映画鑑賞会推選映画。
はしだのりひこが、自身の「主夫」体験を綴った手記『おとうさんゴハンまーだ』（1986年）を原作として、仕事ひとすじだった男が、妻の病を契機に、掃除、洗濯、炊事、育児と家事全般を担うこととなる姿を描き、家族関係を問い直した作品である。
「学校を映画館に」というスローガンとともに、学校などを会場として、全国各地で自主上映会を行なった。